# ヘンズ・マガディーノ
ヘンズ・マガディーノ（1901年 - 1958年）はアメリカのギャングスター。アル・カポネの部下として有名だった男である。
マガディーノは貧しい移民の葬儀屋出身でフロリダの葬儀屋と呼ばれていた。15歳で家を飛び出し、ニューヨーク・ブルックリンのギャングに入る。その後、1918年にシカゴに向かい売春シンジゲートの用心棒になる。ちょうどこの頃、シカゴ暗黒街の覇権はジム・コロシモからジョニー・トーリオとアル・カポネに変わるときで、カポネの時代が来るとカポネ組の兵隊になる。禁酒法時代に闇酒で稼ぎ、後にシカゴ暗黒街の大ボスとなるジョセフ・アイウーパー、トニー・アカード、ビンセント・ソラノらとシカゴに名を残していった。
アル・カポネのいなくなった後は、どの組織にも属すことなく若いギャングスターたちの面倒を見たり、新しいファミリーの相談役になったりと、表に出ない口入れ屋として生きた。ジェス・バンディーノがファミリーを作るときに力になった。モンタナ・ジョーに賭博事業を勧めファミリーの相談役でもあった。
1958年にビジョン・ストリートの路上で射殺。